# Ralph Rose
Ralph Waldo Rose, född 17 mars 1884 i Healdsburg i Kalifornien, död 16 oktober 1913 i San Francisco, var en amerikansk friidrottare.
Rose blev olympisk mästare i kulstötning vid olympiska sommarspelen 1904 i Saint Louis och vid olympiska sommarspelen 1908 i London.